# Snow Drop
Snow Drop è un brano musicale del gruppo musicale giapponese de L'Arc~en~Ciel, pubblicato come quarto singolo estratto dall'album Ray, il 7 ottobre 1998. Il singolo ha raggiunto la prima posizione della classifica Oricon dei singoli più venduti in Giappone, rimanendo in classifica per ventitré settimane e vendendo 1 146 101 copie. Il singolo è stato ripubblicato il 30 agosto 2006. Il brano è stato utilizzato come sigla d'apertura del drama televisivo Hashire Kōmuin!.

## Tracce
CD Singolo KSD2-1205
1. Snow Drop - 4:35
2. A Swell in the Sun - 4:42
3. Snow Drop (Hydeless Version) - 4:21

## Classifiche
| Classifica (1998) | Posizione più alta |
| ----------------- | ------------------ |
| Giappone (Oricon) | 1                  |